# Britská akademie
Britská akademie (anglicky British Academy) je státní akademie Spojeného království pro humanitní a společenské vědy. Byla založena roku 1902 a má kolem 800 členů (fellows), kteří se označují zkratkou „FBA“ za jménem.

## Účel a činnost
Posláním akademie je hájit zájmy vědy, podporovat vynikající bádání, odměňovat vynikající vědce, publikovat výsledky bádání a podporovat mezinárodní spolupráci. Mezi presidenty organizace patřili například archeolog Frederic G. Kenyon, filosofové Isaiah Berlin a Anthony Kenny.
British Academy vydává několik časopisů (Proceedings of the BA, Schweich Lectures on Biblical Archeology a další) a různé ediční řady (například archivní prameny k britským, africkým a starověkým dějinám, archeologii, numismatice, soupisy starých uměleckých děl, staré hudby a podobně).